# Центротех
Научно-производственное объединение «Центротех» (ООО «НПО «Центротех») - промышленное предприятие. Входит в контур управления Топливной компании «ТВЭЛ» Госкорпорации «Росатом».

## Направления деятельности
- Разработка оборудования для топливно-энергетического комплекса.
- Выпуск серийных газовых центрифуг для обогащения урана.
- Производство высокотехнологичных наукоёмких процессов.
- Разработка технологий производства металлических порошков.
- Разработка фильтрующих элементов и фильтров на их основе.
- Механообработка и инструментальное производство.
- Изготовление изделий из пластических масс литьевым прессованием.
- Испытание изделий на воздействие механических и климатических факторов.
- Разработка источников бесперебойного питания на основе аккумуляторных батарей, топливных элементов.
- Разработка гипертеплопроводящих устройств на базе пористых структур, образующих систему многоканальных тепловых труб.
- Разработка аккумуляторных батарей (никель-кадмиевых, никель-водородных, металлогидридных) для авиации и космических аппаратов.
- Разработка электрохимических генераторов постоянного тока.

## История

#### 1962
На промышленной площадке Уральского электрохимического комбината началось строительство электромеханического завода (в будущем Завода запасных частей), ориентированного на изготовление оборудования и запасных частей для разделительного производства Минатома, а также на капитальный и восстановительный ремонты электрооборудования.

#### 1964
Завод начал свою работу и на протяжении более 40 лет кроме основной продукции изготавливал оборудование для пищевой, оборонной и других отраслей промышленности

#### 1999
На заводе был запущен участок изготовления статоров для газовых центрифуг, объём производства которого составлял до 80 тысяч штук в год.

#### 2005
После колоссального объёма работ по обоснованию необходимости, финансово-экономических раскладок, научно-исследовательских и конструкторских разработок, на УЭХК было запущено производство опытных партий агрегатов газовых центрифуг (опытное производство ГЦ цеха 20). Впервые вопрос о создании такого производства был поднят руководством УЭХК на совещании в Минатоме по проблемам развития разделительных производств в январе 1999 года. Тогда же, в 2005 году, на уровне Федерального агентства по атомной энергии, было принято решение о проектировании и строительстве на промышленной площадке УЭХК опытно-промышленного производства серийных и перспективных газовых центрифуг.

#### 2007
Спустя 2 года, 5 апреля 2007 года, приказом руководителя Федерального агентства по атомной энергии было объявлено о создании Общества с ограниченной ответственностью «Уральский завод газовых центрифуг» (ООО «УЗГЦ») на базе подразделений УЭХК.
30 мая 2007 года ООО «УЗГЦ» было официально зарегистрировано. Учредителями общества стали Уральский электрохимический комбинат и Техснабэкспорт. С 2009 года учредителем ООО «УЗГЦ» является ОАО «Инжиниринговый центр «Русская газовая центрифуга».
15 августа 2007 года коллектив ООО «УЗГЦ» приступил к работе на новом предприятии. Время это стало настоящим испытанием: на заводе полным ходом шла реконструкция бывших производственных площадей УЭХК. Бывало и так, что неподалеку от работавшего на станке токаря, экскаватор рыл котлован под будущий фундамент. Производство на заводе не останавливалось ни на минуту.
Стратегия развития УЗГЦ разрабатывалась на основании планов выхода предприятия на проектные мощности и была одобрена советом директоров ООО «УЗГЦ» в 2007 году. В соответствии с ней решались поставленные перед заводом задачи: техническая и технологическая подготовка, снижение трудоемкости, увеличение объёмов выпуска, снижение себестоимости продукции, набор и обучение персонала.

#### 2009
В 2009 году был закончен монтаж и наладка всего комплекса оборудования для серийного производства. С 2011 года завод начал работать в режиме серийного производства газовых центрифуг. Этот год стал для коллектива завода отправной точкой развития и укрепления предприятия.

#### 2012
В 2012 году УЗГЦ стал моно-заводом, специализирующимся на одном виде продукции – газовой центрифуге. С начала 2013 года завод начал производство центрифуг девятого поколения.
С 2014 года на Уральском заводе газовых центрифуг  развивается направление – обще промышленная деятельность.

#### 2015
В 2015 году начинается новая веха в истории предприятия: руководством Топливной компании «ТВЭЛ» принято решение о создании научно-производственного объединения (НПО) на базе мощностей ООО «Уральский завод газовых центрифуг», ООО «Новоуральский научно-конструкторский центр», ООО «Завод электрохимических преобразователей тока», ООО «Уралприбор», АО «ОКБ-Нижний Новгород» и «ННКЦ Центротех-СПб».